# Rethera euteles
Rethera euteles är en fjärilsart som beskrevs av Jordan 1937. Rethera euteles ingår i släktet Rethera och familjen svärmare. Inga underarter finns listade.